# MARK
MARK is een gepland complex van drie hoogbouwtorens met daar tussenin laagbouw in de stad Utrecht. De torens, die voorzien zijn in de wijk Leidsche Rijn nabij het Station Utrecht Leidsche Rijn, krijgen naar planning een hoogte van 80, 100 en 140 meter.
De plek waar de torens moeten komen bevindt zich op een terrein vlak bij het station Utrecht Leidsche Rijn en staat bekend als Leidsche Rijn Centrum. Dit gebied bevindt zich net naast de A2 en vlak bij het Antonius Ziekenhuis en winkelcentrum The Wall.
In de plannen worden de torens onderbroken door "laagbouw" van zo'n 25 meter hoog. Binnen het plan komen zo'n 1.100 koop- en huurwoningen met onder andere groene binnentuinen. In de hoogste toren komt een rooftopbar en een uitkijkplatform met een glazen balkon. In de plinten van de gebouwen zijn werkplekken gepland.
De eerste plannen dateren uit 2018, de verwachtte opleveringsdatum was toen gezet op 2023. Anno augustus 2023 moet de bouw nog aanvangen. Wel heeft de provincie al een vergunning afgegeven en lag het bestemmingsplan in mei dat jaar ter inzage. Verwacht wordt dat de bouw in 2023 nog zal beginnen.
Eerder was voor deze plek het 262 meter hoge Belle van Zuylen bedacht. Dit project werd echter afgeblazen.